# Claudio Araujo
Claudio Araujo (Paraguarí, Paraguay; 7 de febrero de 2001) es un futbolista paraguayo. Juega de defensa y su equipo actual es Sarmiento de La Banda, del Torneo Federal A de Argentina.
Su posición principal es la de defensor central aunque también puede jugar como lateral izquierdo.

## Estadísticas

### Clubes
Actualizado hasta su último partido disputado el 8 de noviembre de 2024.
| Club                            | Div.          | Temporada     | Liga  | Liga  | Copas nacionales | Copas nacionales | Torneos internacionales | Torneos internacionales | Total | Total |
| Club                            | Div.          | Temporada     | Part. | Goles | Part.            | Goles            | Part.                   | Goles                   | Part. | Goles |
| ------------------------------- | ------------- | ------------- | ----- | ----- | ---------------- | ---------------- | ----------------------- | ----------------------- | ----- | ----- |
| Guaireña F. C. Paraguay         | 1.ª           | 2023          | 1     | 0     | —                | —                | —                       | —                       | 1     | 0     |
| Guaireña F. C. Paraguay         | Total club    | Total club    | 1     | 0     | 0                | 0                | 0                       | 0                       | 0     | 0     |
| Crucero del Norte Argentina     | 3.ª           | 2024          | 20    | 2     | —                | —                | —                       | —                       | 20    | 2     |
| Crucero del Norte Argentina     | Total club    | Total club    | 20    | 2     | 0                | 0                | 0                       | 0                       | 20    | 2     |
| C. A. Cerro · Uruguay           | 1.ª           | 2024          | 5     | 0     | —                | —                |                         |                         | 5     | 0     |
| C. A. Cerro · Uruguay           | Total club    | Total club    | 5     | 0     | 0                | 0                | 0                       | 0                       | 5     | 0     |
| Sarmiento de La Banda Argentina | 3.ª           | 2025          | 0     | 0     | —                | —                | —                       | —                       | 0     | 0     |
| Sarmiento de La Banda Argentina | Total club    | Total club    | 0     | 0     | 0                | 0                | 0                       | 0                       | 0     | 0     |
| Total carrera                   | Total carrera | Total carrera | 26    | 2     | 0                | 0                | 0                       | 0                       | 26    | 2     |
| 1. 2.                           |               |               |       |       |                  |                  |                         |                         |       |       |